# Ligue des champions féminine de l'EHF 2013-2014
Navigation
Ligue des champions 2012-2013 Ligue des champions 2014-2015
La Ligue des champions 2013-2014 est la cinquante-quatrième édition de la Ligue des champions féminine de l'EHF.
La nouveauté de cette édition est l’introduction, comme chez les hommes d’une phase finale à quatre équipes : les deux demi-finales et la finale se déroulent ainsi sur un seul match lors d'un même week-end. La Papp László Budapest Sportaréna de Budapest, d'une capacité de 12 500 places, est ainsi choisie par l'EHF.
Cette nouveauté ne perturbe pas le club hongrois du Győri ETO KC qui conserve son titree aux dépens du club monténégrin du Budućnost Podgorica.

## Information
Du fait de la victoire de Győri ETO KC la saison passée, les places qualificatives attribuées à la Hongrie profitent au FTC-RailCargo Hungaria et à l'Érd VSE, respectivement deuxième et troisième du Championnat de Hongrie.
Par ailleurs, l'EHF et les fédérations respectives ont décidé que les équipes suivantes ne participent pas à la Ligue de Champion 2013-2014, le plus souvent à la suite de problèmes économiques :
| Club                  | Championnat                 |
| --------------------- | --------------------------- |
| Oltchim Rm. Valcea    | Champion de Roumanie        |
| ŽRK Zaječar           | Champion de Serbie          |
| HC Dinamo Volgograd   | Champion de Russie          |
| AC Alavarium          | Champion du Portugal        |
| PAOK Thessalonique HB | Champion de Grèce           |
| HC Karpaty Oujhorod   | Champion d'Ukraine          |
| Elche Mustang         | 2e du Championnat d'Espagne |

## Participants
| Équipe                  | Titre                  |
| ----------------------- | ---------------------- |
| Győri ETO KC            | Vainqueur de LdC 2013  |
| Thüringer HC            | Champion d'Allemagne   |
| Hypo Niederösterreich   | Champion d'Autriche    |
| ŽRK Podravka Koprivnica | Champion de Croatie    |
| FC Midtjylland          | Champion de Danemark   |
| Balonmano Bera Bera     | Champion d'Espagne     |
| Metz Handball           | Champion de France     |
| Budućnost Podgorica     | Champion du Monténégro |
| Larvik HK               | Champion de Norvège    |
| MKS Lublin              | Champion de Pologne    |
| RK Krim Mercator        | Champion de Slovénie   |
| IK Sävehof              | Champion de Suède      |

| Équipe                     | Titre                         |
| -------------------------- | ----------------------------- |
| HC Leipzig                 | 2e du Champion d'Allemagne    |
| ŽRK Lokomotiva Zagreb      | 2e du Championnat de Croatie  |
| Team Tvis Holstebro        | 2e du Championnat du Danemark |
| CJF Fleury Loiret Handball | 2e du Championnat de France   |
| FTC-RailCargo Hungaria     | 2e du Championnat de Hongrie  |
| Byåsen Trondheim           | 2e du Championnat de Norvège  |
| HCM Baia Mare              | 2e du Championnat de Roumanie |
| Rostov-Don                 | 2e du Championnat de Russie   |
| Viborg HK                  | 3e du Championnat du Danemark |
| Érd VSE                    | 3e du Championnat de Hongrie  |
| Tertnes HB Elite           | 3e du Championnat de Norvège  |
| HC BNTU-BelAZ Minsk        | Champion de Biélorussie       |
| SV Dalfsen                 | Champion des Pays-Bas         |
| Jomi Salerno               | Champion d'Italie             |
| Vardar Skopje              | Champion de Macédoine         |
| LK Zug                     | Champion de Suisse            |
| Muratpaşa BSK              | Champion de Turquie           |

## Phases de qualification

### Match préliminaire
Le match se déroule dans la salle de sport Süleyman Evcilmen Spor ve Sergi Salonu à Antalya, Turquie et oppose le SV Dalfsen, Champion de Hollande, au Muratpaşa BSK, Champion de Turquie. Le vainqueur est alors qualifié pour les tournois de qualification.
| Date Aller   | Club       | Aller   | Total   | Retour  | Club          | Date Retour        |
| ------------ | ---------- | ------- | ------- | ------- | ------------- | ------------------ |
| 31 août 2013 | SV Dalfsen | 34 - 31 | 68 - 55 | 34 - 24 | Muratpaşa BSK | 1er septembre 2013 |

### Tournois de qualification
Quatre tournois de qualification opposent quatre équipes lors de deux demi-finales et d'une finale. Pour éviter une sur-représentation de certains pays, les éventuelles équipes d'un même pays sont regroupées au sein d'un même groupe. Le tirage au sort a eu lieu le 27 juin à Vienne.
Les quatre vainqueurs de chacun des tournois de qualification est qualifié pour la phase de groupes. Les deuxièmes et troisièmes de chacun des groupes sont qualifiés pour le troisième tour de Coupe d'Europe des vainqueurs de coupe 2013-2014 et les quatrièmes pour le deuxième tour de cette même compétition.

#### Tournoi 1
Le tournoi du Groupe 1 se déroule dans la salle de sport Trondheim Spektrum à Trondheim, Norvège.
|  | Demi-finales        | Demi-finales     |                        |    | Finale           | Finale           |
|  | Demi-finales        | Demi-finales     |                        |    | Finale           | Finale           |
|  |                     |                  |                        |    |                  |                  |
|  | 7 septembre 2013    | 7 septembre 2013 |                        |    | 8 septembre 2013 | 8 septembre 2013 |
|  | 7 septembre 2013    | 7 septembre 2013 |                        |    | 8 septembre 2013 | 8 septembre 2013 |
|  | Byåsen Trondheim    | 21               |                        |    | 8 septembre 2013 | 8 septembre 2013 |
|  | Byåsen Trondheim    | 21               |                        |    | 8 septembre 2013 | 8 septembre 2013 |
|  | Tertnes HB Elite    | 20               |                        |    | 8 septembre 2013 | 8 septembre 2013 |
|  | Tertnes HB Elite    | 20               | Byåsen Trondheim       | 23 |                  |                  |
|  | 7 septembre 2013    |                  | Byåsen Trondheim       | 23 |                  |                  |
|  |                     | HC Leipzig       | 27                     |    |                  |                  |
|  | HC Leipzig          | HC Leipzig       | 27                     | 29 |                  |                  |
|  | HC Leipzig          |                  |                        | 29 |                  |                  |
|  | HC BNTU-BelAZ Minsk | 24               |                        |    |                  |                  |
|  | HC BNTU-BelAZ Minsk | 24               | Match pour la 3e place |    |                  |                  |
|  |                     |                  |                        |    |                  |                  |
|  | 8 septembre 2013    |                  |                        |    |                  |                  |
|  |                     |                  |                        |    |                  |                  |
|  | Tertnes HB Elite    | 28               |                        |    |                  |                  |
|  | Tertnes HB Elite    | 28               |                        |    |                  |                  |
|  | HC BNTU-BelAZ Minsk | 25               |                        |    |                  |                  |
|  | HC BNTU-BelAZ Minsk | 25               |                        |    |                  |                  |

| Pl. | Équipe              |
| --- | ------------------- |
| 1   | HC Leipzig          |
| 2   | Byåsen Trondheim    |
| 3   | Tertnes HB Elite    |
| 4   | HC BNTU-BelAZ Minsk |

| Pl. | Équipe              |
| --- | ------------------- |
| 1   | HC Leipzig          |
| 2   | Byåsen Trondheim    |
| 3   | Tertnes HB Elite    |
| 4   | HC BNTU-BelAZ Minsk |

#### Tournoi 2
Le tournoi du Groupe 2 se déroule dans la salle de sport Elek Gyula Arena à Budapest, Hongrie.
|  | Demi-finales           | Demi-finales           |                        |    | Finale            | Finale            |
|  | Demi-finales           | Demi-finales           |                        |    | Finale            | Finale            |
|  |                        |                        |                        |    |                   |                   |
|  | 14 septembre 2013      | 14 septembre 2013      |                        |    | 15 septembre 2013 | 15 septembre 2013 |
|  | 14 septembre 2013      | 14 septembre 2013      |                        |    | 15 septembre 2013 | 15 septembre 2013 |
|  | Érd VSE                | 34                     |                        |    | 15 septembre 2013 | 15 septembre 2013 |
|  | Érd VSE                | 34                     |                        |    | 15 septembre 2013 | 15 septembre 2013 |
|  | LK Zug                 | 25                     |                        |    | 15 septembre 2013 | 15 septembre 2013 |
|  | LK Zug                 | 25                     | Érd VSE                | 24 |                   |                   |
|  | 14 septembre 2013      |                        | Érd VSE                | 24 |                   |                   |
|  |                        | FTC-RailCargo Hungaria | 31                     |    |                   |                   |
|  | FTC-RailCargo Hungaria | FTC-RailCargo Hungaria | 31                     | 26 |                   |                   |
|  | FTC-RailCargo Hungaria |                        |                        | 26 |                   |                   |
|  | ŽRK Lokomotiva Zagreb  | 23                     |                        |    |                   |                   |
|  | ŽRK Lokomotiva Zagreb  | 23                     | Match pour la 3e place |    |                   |                   |
|  |                        |                        |                        |    |                   |                   |
|  | 15 septembre 2013      |                        |                        |    |                   |                   |
|  |                        |                        |                        |    |                   |                   |
|  | LK Zug                 | 24                     |                        |    |                   |                   |
|  | LK Zug                 | 24                     |                        |    |                   |                   |
|  | ŽRK Lokomotiva Zagreb  | 35                     |                        |    |                   |                   |
|  | ŽRK Lokomotiva Zagreb  | 35                     |                        |    |                   |                   |

| Pl. | Équipe                 |
| --- | ---------------------- |
| 1   | FTC-RailCargo Hungaria |
| 2   | Érd VSE                |
| 3   | ŽRK Lokomotiva Zagreb  |
| 4   | LK Zug                 |

| Pl. | Équipe                 |
| --- | ---------------------- |
| 1   | FTC-RailCargo Hungaria |
| 2   | Érd VSE                |
| 3   | ŽRK Lokomotiva Zagreb  |
| 4   | LK Zug                 |

##### Tournoi 3
Le tournoi du Groupe 3 se déroule dans la salle de sport Hall Lascar Pana à Baia Mare, Roumanie.
|  | Demi-finales        | Demi-finales        |                        |    | Finale            | Finale            |
|  | Demi-finales        | Demi-finales        |                        |    | Finale            | Finale            |
|  |                     |                     |                        |    |                   |                   |
|  | 14 septembre 2013   | 14 septembre 2013   |                        |    | 15 septembre 2013 | 15 septembre 2013 |
|  | 14 septembre 2013   | 14 septembre 2013   |                        |    | 15 septembre 2013 | 15 septembre 2013 |
|  | HCM Baia Mare       | 26                  |                        |    | 15 septembre 2013 | 15 septembre 2013 |
|  | HCM Baia Mare       | 26                  |                        |    | 15 septembre 2013 | 15 septembre 2013 |
|  | Viborg HK           | 25                  |                        |    | 15 septembre 2013 | 15 septembre 2013 |
|  | Viborg HK           | 25                  | HCM Baia Mare          | 36 |                   |                   |
|  | 14 septembre 2013   |                     | HCM Baia Mare          | 36 |                   |                   |
|  |                     | Team Tvis Holstebro | 23                     |    |                   |                   |
|  | Team Tvis Holstebro | Team Tvis Holstebro | 23                     | 30 |                   |                   |
|  | Team Tvis Holstebro |                     |                        | 30 |                   |                   |
|  | SV Dalfsen          | 28                  |                        |    |                   |                   |
|  | SV Dalfsen          | 28                  | Match pour la 3e place |    |                   |                   |
|  |                     |                     |                        |    |                   |                   |
|  | 15 septembre 2013   |                     |                        |    |                   |                   |
|  |                     |                     |                        |    |                   |                   |
|  | Viborg HK           | 33                  |                        |    |                   |                   |
|  | Viborg HK           | 33                  |                        |    |                   |                   |
|  | SV Dalfsen          | 12                  |                        |    |                   |                   |
|  | SV Dalfsen          | 12                  |                        |    |                   |                   |

| Pl. | Équipe              |
| --- | ------------------- |
| 1   | HCM Baia Mare       |
| 2   | Team Tvis Holstebro |
| 3   | Viborg HK           |
| 4   | SV Dalfsen          |

| Pl. | Équipe              |
| --- | ------------------- |
| 1   | HCM Baia Mare       |
| 2   | Team Tvis Holstebro |
| 3   | Viborg HK           |
| 4   | SV Dalfsen          |

#### Tournoi 4
Le tournoi du Groupe 4 se déroule dans la salle de sport Hall Palasele à Eboli, Italie.
|  | Demi-finales               | Demi-finales      |                            |    | Finale            | Finale            |
|  | Demi-finales               | Demi-finales      |                            |    | Finale            | Finale            |
|  |                            |                   |                            |    |                   |                   |
|  | 14 septembre 2013          | 14 septembre 2013 |                            |    | 15 septembre 2013 | 15 septembre 2013 |
|  | 14 septembre 2013          | 14 septembre 2013 |                            |    | 15 septembre 2013 | 15 septembre 2013 |
|  | Rostov-Don                 | 21                |                            |    | 15 septembre 2013 | 15 septembre 2013 |
|  | Rostov-Don                 | 21                |                            |    | 15 septembre 2013 | 15 septembre 2013 |
|  | CJF Fleury Loiret Handball | 26                |                            |    | 15 septembre 2013 | 15 septembre 2013 |
|  | CJF Fleury Loiret Handball | 26                | CJF Fleury Loiret Handball | 25 |                   |                   |
|  | 14 septembre 2013          |                   | CJF Fleury Loiret Handball | 25 |                   |                   |
|  |                            | Vardar Skopje     | 33                         |    |                   |                   |
|  | Vardar Skopje              | Vardar Skopje     | 33                         | 35 |                   |                   |
|  | Vardar Skopje              |                   |                            | 35 |                   |                   |
|  | Jomi Salerno               | 16                |                            |    |                   |                   |
|  | Jomi Salerno               | 16                | Match pour la 3e place     |    |                   |                   |
|  |                            |                   |                            |    |                   |                   |
|  | 15 septembre 2013          |                   |                            |    |                   |                   |
|  |                            |                   |                            |    |                   |                   |
|  | Rostov-Don                 | 41                |                            |    |                   |                   |
|  | Rostov-Don                 | 41                |                            |    |                   |                   |
|  | Jomi Salerno               | 18                |                            |    |                   |                   |
|  | Jomi Salerno               | 18                |                            |    |                   |                   |

| Pl. | Équipe                     |
| --- | -------------------------- |
| 1   | Vardar Skopje              |
| 2   | CJF Fleury Loiret Handball |
| 3   | Rostov-Don                 |
| 4   | Jomi Salerno               |

| Pl. | Équipe                     |
| --- | -------------------------- |
| 1   | Vardar Skopje              |
| 2   | CJF Fleury Loiret Handball |
| 3   | Rostov-Don                 |
| 4   | Jomi Salerno               |

## Phase de groupes
Les 16 équipes sont réparties dans quatre groupes de quatre équipes. Les deux premiers de chaque poule sont qualifiés pour le tour principal. Les troisièmes sont reversées en huitièmes de finale de la Coupe des coupes. Les quatrièmes sont définitivement éliminés de toute compétition européenne.

### Les 16 équipes qualifiées
|  | Équipe                  | Titre                  | Chapeau*  |
|  | ----------------------- | ---------------------- | --------- |
|  | Győri ETO KC            | Tenant du titre        | Chapeau 1 |
|  | Thüringer HC            | Champion d'Allemagne   | Chapeau 3 |
|  | Hypo Niederösterreich   | Champion d'Autriche    | Chapeau 1 |
|  | ŽRK Podravka Koprivnica | Champion de Croatie    | Chapeau 2 |
|  | FC Midtjylland          | Champion de Danemark   | Chapeau 2 |
|  | Balonmano Bera Bera     | Champion d'Espagne     | Chapeau 1 |
|  | Metz Handball           | Champion de France     | Chapeau 4 |
|  | Budućnost Podgorica     | Champion de Monténégro | Chapeau 3 |
|  | Larvik HK               | Champion de Norvège    | Chapeau 2 |
|  | MKS Lublin              | Champion de Pologne    | Chapeau 4 |
|  | RK Krim Mercator        | Champion de Slovénie   | Chapeau 4 |
|  | IK Sävehof              | Champion de Suède      | Chapeau 3 |
|  | HC Leipzig              | Vainqueur de Tournoi 1 | Chapeau 1 |
|  | Ferencváros TC          | Vainqueur de Tournoi 2 | Chapeau 2 |
|  | HCM Baia Mare           | Vainqueur de Tournoi 3 | Chapeau 3 |
|  | Vardar Skopje           | Vainqueur de Tournoi 4 | Chapeau 4 |

* Chapeau pour le tirage qui a eu lieu le 28 juin à Vienne (Autriche).
Légende
|  | Qualifié pour le Tour principal de la Ligue des Champions |
|  | Reversé en huitièmes de finale de la Coupe des coupes     |
|  | Éliminé de toute compétition européenne.                  |